# بالگردگاه پیلاتوک (کواسویتساپ)
بالگردگاه پیلاتوک (کواسویتساپ) (به انگلیسی: Aappilattoq Heliport (Qaasuitsup)) یک فرودگاه همگانی است . این فرودگاه در کشور گرینلند قرار دارد و در ارتفاع ۱۳ متری از سطح دریا واقع شده‌است.